# Liste der denkmalgeschützten Objekte in Lučaný nad Nisou
Grundlage dieser Liste der denkmalgeschützten Objekte in Lučany nad Nisou ist die ÚSKP-Liste (Ústřední seznam kulturních památek České republiky, deutsch Zentrale Liste der Kulturdenkmäler der Tschechischen Republik), die von der tschechischen Denkmalschutzbehörde NPÚ (Národní památkový ústav, deutsch Nationale Denkmalbehörde) seit 1987 geführt wird und an die seit dem Jahr 1850 geschaffenen Listen anschließt.

## Denkmalgeschützte Objekte in Lučany nad Nisou nach Ortsteilen

### Lučany nad Nisou(Wiesenthal an der Neiße)
| Lage | Objekt                          | Beschreibung                                                | ÚSKP-Nr.                  | Bild           |
| --- | ------------------------------- | ----------------------------------------------------------- | ------------------------- | -------------- |
| Lučany nad Nisou (Standort)                                                                                         | Kirche Maria Heimsuchung        | Kirche Maria Heimsuchung                                    | 11571/5-5767 Info Katalog | weitere Bilder |
| Lučany nad Nisou, an der Straße nach Maxov (Maxdorf) bei der unteren Glashütte, zwischen Nr. 426 und 430 (Standort) | Denkmal des ehem. Glaslifts     | Denkmal des ehem. Glaslifts von 1890 (Bronzetafel von 1972) | 19141/5-4797 Info Katalog | weitere Bilder |
| Lučany nad Nisou 503 (Standort)                                                                                     | Bauernhaus Nr. 503              | Bauerngehöft                                                | 19780/5-4798 Info Katalog | weitere Bilder |
| Lučany nad Nisou 192 (Standort)                                                                                     | Glasschleiferei                 | Glasschleiferei                                             | 18509/5-62 Info Katalog   | weitere Bilder |
| Lučany nad Nisou, bei Nr. 141, OT Frajšic (Standort)                                                                | Statue des hl. Franz von Assisi | Statue des hl. Franz von Assisi (1765)                      | 21178/5-63 Info Katalog   | weitere Bilder |
| Lučany nad Nisou (Standort)                                                                                         | Aussichtsturm Bramberk          | Aussichtsturm Bramberk (Bramberg)                           | 105656 Info Katalog       | weitere Bilder |

### Horní Maxov (Ober Maxdorf)
| Lage                                   | Objekt                 | Beschreibung           | ÚSKP-Nr.                  | Bild           |
| -------------------------------------- | ---------------------- | ---------------------- | ------------------------- | -------------- |
| Horní Maxov če. 48 (Standort)          | Bauernhaus Nr. 48      | Bauerngehöft           | 26857/5-4799 Info Katalog | weitere Bilder |
| Horní Maxov, kopec Slovanka (Standort) | Aussichtsturm Slovanka | Aussichtsturm Slovanka | 26575/5-5864 Info Katalog | weitere Bilder |